# 다니 레비

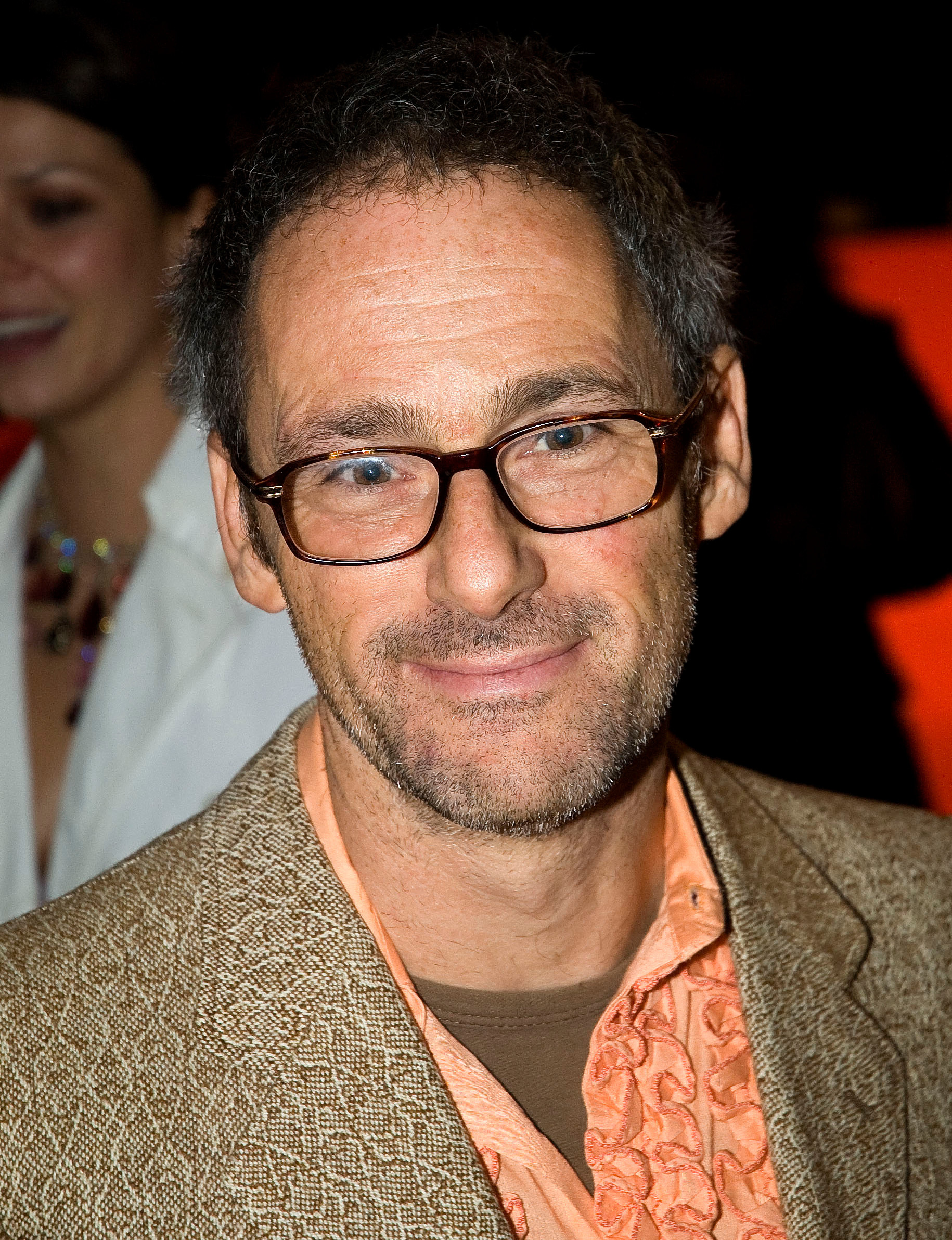

다니 레비(Dani Levy, 1957년 11월 17일 ~ )는 스위스의 영화 감독, 각본가, 영화배우, 텔레비전 배우이다.
바젤에서 태어났다.

## 영화
- 더 캥거루 크로니클 (2020년)
- 베를린, 아이 러브 유 (2018년)
- 원더릭스 월드 (2016년)
- 집념의 검사 프리츠 바우어 (2015년)
- 도이칠란트 09 - 13 크루제 필름 주르 라지 바더 네이션 (2009년)
- 나의 영도자 - 아돌프 히틀러에 관한 진실 (2007년)
- 고우 포 주커 (2004년)
- 리허설 (2000년)
- 에이미와 야구아 (1999년)
- 지라프 (1998년)
- 템포 (1996년)
- 킬러 콘돔 (1996년)
- 싸일런 나잇 (1995년)
- 나 홀로 뉴욕에 (1992년)